# Pygora vohemar
Pygora vohemar är en skalbaggsart som beskrevs av Renaud Maurice Adrien Paulian 1994. Pygora vohemar ingår i släktet Pygora och familjen Cetoniidae. Inga underarter finns listade i Catalogue of Life.